# Blow Dry
Blow Dry är en amerikansk-brittisk-tysk film från 2001 i regi av Paddy Breathnach och med manus av Simon Beaufoy. 

## Handling
De årliga brittiska frisörmästerskapen ska avgöras i staden där Phil och hans son Brian driver en frisersalong och Phils exfru Shelly och hennes älskarinna Sandra en skönhetssalong. Brian bestämmer sig för att ställa upp tillsammans med sin mamma och Sandra. Tänker Phil också ställa upp? Den regerande mästaren Ray vill vinna till varje pris. Han har med sig sin dotter Christina, som minns Brian från sin barndom. På vems sida ska hon ställa sig?

## Om filmen
Filmen är inspelad i Batley, Dewsbury, Keighley, Marsden, London, Irland och Three Mills Studios. Den hade världspremiär i Polen den 1 februari 2001.

## Rollista
- Alan Rickman – Phil Allen
- Natasha Richardson – Shelley Allen
- Rachel Griffiths – Sandra
- Rachael Leigh Cook – Christina Robertson
- Josh Hartnett – Brian Allen
- Bill Nighy – Ray Robertson
- Warren Clarke – Tony
- Rosemary Harris – Daisy
- Hugh Bonneville – Louis
- Heidi Klum – Jasmine
- Peter McDonald – Vincent
- Michael McElhatton – Robert
- David Bradley – Noah

### Webbkällor
- Blow Dry på Internet Movie Database (engelska)